# Schloss Moret-sur-Loing

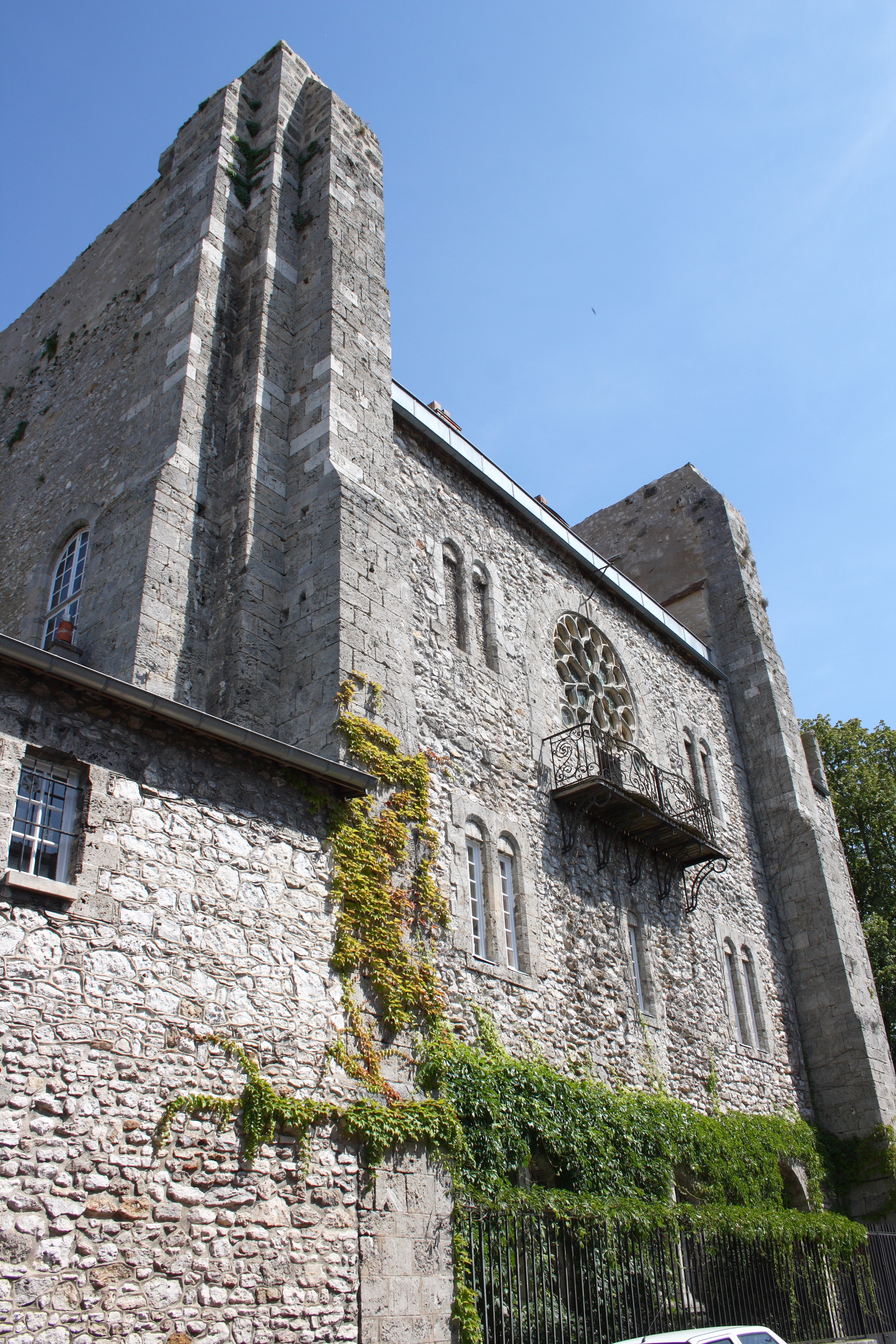
Reste des Schlosses

Das Schloss Moret-sur-Loing (französisch Château de Moret-sur-Loing) war ein Schloss in Moret-Loing-et-Orvanne, einer Stadt im Département Seine-et-Marne der Region Île-de-France, das auf eine mittelalterliche Burg zurückging. Das Bauwerk in der Rue du Donjon Nr. 15 ist als Monument historique geschützt.
Die königliche Burg wurde zwischen 1128 und 1150 für Ludwig VI. und Ludwig VII. errichtet. Von dieser Befestigung ist nach Zerstörungen und Umbauten zum Schloss im 17. Jahrhundert nur noch der ehemalige Donjon erhalten, der heute als Wohnhaus dient.
An der Straßenseite ist mittig eine große Rosette zu sehen, unter der ein Balkon angebracht wurde. Gekuppelte Fenster gliedern die Fassade. Strebepfeiler an den Ecken erinnern an den einstigen wehrhaften Charakter des Donjons.